# Oscarverleihung 1968
Übersicht aller ausgezeichneten Filme

◄◄ | ◄ | 1964 | 1965 | 1966 | 1967 | Oscarverleihung 1968 | 1969 | 1970 | 1971 | 1972 | ► | ►►

Weitere Ereignisse
Die Oscarverleihung 1968 fand am 10. April 1968 im Santa Monica Civic Auditorium in Santa Monica statt. Es waren die 40th Annual Academy Awards. Im Jahr der Auszeichnung werden immer Filme des vergangenen Jahres ausgezeichnet, in diesem Fall also die Filme des Jahres 1967. Die Verleihung hätte eigentlich schon am 8. April stattfinden sollen, wurde aber aufgrund des Attentats auf Martin Luther King am 4. April um zwei Tage auf den 10. April verschoben.
Da Schwarzweißfilme sehr selten geworden waren, wurden bei den Preisen für Kamera, Szenenbild und Kostüm-Design erstmals nicht zwischen Farb- und Schwarzweißfilmen unterschieden.
| Film                                 | N  | A |
| ------------------------------------ | -- | - |
| Bonnie und Clyde                     | 10 | 2 |
| Rat mal, wer zum Essen kommt         | 10 | 2 |
| Doktor Dolittle                      | 9  | 2 |
| In der Hitze der Nacht               | 7  | 5 |
| Modern Millie – Reicher Mann gesucht | 7  | 1 |
| Die Reifeprüfung                     | 7  | 1 |
| Camelot – Am Hofe König Arthurs      | 5  | 3 |
| Das dreckige Dutzend                 | 4  | 1 |
| Der Unbeugsame                       | 4  | 1 |
| Kaltblütig                           | 4  | 0 |
| A Place to Stand                     | 2  | 1 |
| Der Widerspenstigen Zähmung          | 2  | 0 |

## Moderation
Bob Hope führte als Moderator durch die Oscarverleihung. 

## Gewinner und Nominierungen

### Bester Film
präsentiert von Julie Andrews
In der Hitze der Nacht (In the Heat of the Night) – Walter Mirisch
Bonnie und Clyde (Bonnie and Clyde) – Warren Beatty
Doktor Dolittle (Doctor Dolittle) – Arthur P. Jacobs
Rat mal, wer zum Essen kommt (Guess Who’s Coming to Dinner) – Stanley Kramer
Die Reifeprüfung (The Graduate) – Lawrence Turman

### Beste Regie
präsentiert von Leslie Caron
Mike Nichols – Die Reifeprüfung (The Graduate)
Richard Brooks – Kaltblütig (In Cold Blood)
Norman Jewison – In der Hitze der Nacht (In the Heat of the Night)
Stanley Kramer – Rat mal, wer zum Essen kommt (Guess Who’s Coming to Dinner)
Arthur Penn – Bonnie und Clyde (Bonnie and Clyde)

### Bester Hauptdarsteller
präsentiert von Audrey Hepburn
Rod Steiger – In der Hitze der Nacht (In the Heat of the Night)
Warren Beatty – Bonnie und Clyde (Bonnie and Clyde)
Dustin Hoffman – Die Reifeprüfung (The Graduate)
Paul Newman – Der Unbeugsame (Cool Hand Luke)
Spencer Tracy – Rat mal, wer zum Essen kommt (Guess Who’s Coming to Dinner)

### Beste Hauptdarstellerin
präsentiert von Sidney Poitier
Katharine Hepburn – Rat mal, wer zum Essen kommt (Guess Who’s Coming to Dinner)
Anne Bancroft – Die Reifeprüfung (The Graduate)
Faye Dunaway – Bonnie und Clyde (Bonnie and Clyde)
Edith Evans – Flüsternde Wände (The Whisperers)
Audrey Hepburn – Warte, bis es dunkel ist (Wait Until Dark)

### Bester Nebendarsteller
präsentiert von Patty Duke
George Kennedy – Der Unbeugsame (Cool Hand Luke)
John Cassavetes – Das dreckige Dutzend (The Dirty Dozen)
Gene Hackman – Bonnie und Clyde (Bonnie and Clyde)
Cecil Kellaway – Rat mal, wer zum Essen kommt (Guess Who’s Coming to Dinner)
Michael J. Pollard – Bonnie und Clyde (Bonnie and Clyde)

### Beste Nebendarstellerin
präsentiert von Walter Matthau
Estelle Parsons – Bonnie und Clyde (Bonnie and Clyde)
Carol Channing – Modern Millie – Reicher Mann gesucht (Thoroughly Modern Millie)
Mildred Natwick – Barfuß im Park (Barefoot in the Park)
Beah Richards – Rat mal, wer zum Essen kommt (Guess Who’s Coming to Dinner)
Katharine Ross – Die Reifeprüfung (The Graduate)

### Bestes Original-Drehbuch
präsentiert von Claire Bloom und Rod Steiger
William Rose – Rat mal, wer zum Essen kommt (Guess Who’s Coming to Dinner)
Robert Benton, David Newman – Bonnie und Clyde (Bonnie and Clyde)
Robert Kaufman, Norman Lear – Scheidung auf amerikanisch (Divorce American Style)
Frederic Raphael – Zwei auf gleichem Weg (Two for the Road)
Jorge Semprún – Der Krieg ist vorbei (La Guerre est finie)

### Bestes adaptiertes Drehbuch
präsentiert von Claire Bloom und Rod Steiger
Stirling Silliphant – In der Hitze der Nacht (In the Heat of the Night)
Richard Brooks – Kaltblütig (In Cold Blood)
Fred Haines, Joseph Strick – Ulysses
Buck Henry, Calder Willingham – Die Reifeprüfung (The Graduate)
Donn Pearce, Frank Pierson – Der Unbeugsame (Cool Hand Luke)

### Beste Kamera
präsentiert von Dustin Hoffman und Katharine Ross
Burnett Guffey – Bonnie und Clyde (Bonnie and Clyde)
Conrad L. Hall – Kaltblütig (In Cold Blood)
Richard H. Kline – Camelot – Am Hofe König Arthurs (Camelot)
Robert Surtees – Doktor Dolittle (Doctor Dolittle)
Robert Surtees – Die Reifeprüfung (The Graduate)

### Bestes Szenenbild
präsentiert von Rock Hudson und Shirley Jones
John Brown, Edward Carrere, John Truscott – Camelot – Am Hofe König Arthurs (Camelot)
Howard Bristol, Alexander Golitzen, George C. Webb – Modern Millie – Reicher Mann gesucht (Thoroughly Modern Millie)
Mario Chiari, Ed Graves, Stuart A. Reiss, Walter M. Scott, Jack Martin Smith – Doktor Dolittle (Doctor Dolittle)
Robert Clatworthy, Frank Tuttle – Rat mal, wer zum Essen kommt (Guess Who’s Coming to Dinner)
John DeCuir, Luigi Gervasi, Giuseppe Mariani, Lorenzo Mongiardino, Dario Simoni, Elven Webb – Der Widerspenstigen Zähmung (The Taming of the Shrew)

### Bestes Kostümdesign
präsentiert von Eva Marie Saint
John Truscott – Camelot – Am Hofe König Arthurs (Camelot)
Danilo Donati, Irene Sharaff – Der Widerspenstigen Zähmung (The Taming of the Shrew)
Jean Louis – Modern Millie – Reicher Mann gesucht (Thoroughly Modern Millie)
Bill Thomas – Der glücklichste Millionär (The Happiest Millionaire)
Theadora Van Runkle – Bonnie und Clyde (Bonnie and Clyde)

### Beste Original-Filmmusik
präsentiert von Angie Dickinson und Gene Kelly
Elmer Bernstein – Modern Millie – Reicher Mann gesucht (Thoroughly Modern Millie)
Richard Rodney Bennett – Die Herrin von Thornhill (Far from the Madding Crowd)
Leslie Bricusse – Doktor Dolittle (Doctor Dolittle)
Quincy Jones – Kaltblütig (In Cold Blood)
Lalo Schifrin – Der Unbeugsame (Cool Hand Luke)

### Beste adaptierte Musik
präsentiert von Angie Dickinson und Gene Kelly
Ken Darby, Alfred Newman – Camelot – Am Hofe König Arthurs (Camelot)
Alexander Courage, Lionel Newman – Doktor Dolittle (Doctor Dolittle)
Frank De Vol – Rat mal, wer zum Essen kommt (Guess Who’s Coming to Dinner)
Joseph Gershenson, André Previn – Modern Millie – Reicher Mann gesucht (Thoroughly Modern Millie)
John Williams – Das Tal der Puppen (Valley of the Dolls)

### Bester Song
präsentiert von Barbra Streisand
„Talk to the Animals“ aus Doktor Dolittle (Doctor Dolittle) – Leslie Bricusse
„The Bare Necessities“ aus Das Dschungelbuch (The Jungle Book) – Terry Gilkyson
„The Eyes of Love“ aus 25 000 Dollar für einen Mann (Banning) – Quincy Jones, Bob Russell
„The Look of Love“ aus Casino Royale – Burt Bacharach, Hal David
„Thoroughly Modern Millie“ aus Modern Millie – Reicher Mann gesucht (Thoroughly Modern Millie) – Sammy Cahn, Jimmy Van Heusen

### Bester Schnitt
präsentiert von Edith Evans
Hal Ashby – In der Hitze der Nacht (In the Heat of the Night)
Samuel E. Beetley, Marjorie Fowler – Doktor Dolittle (Doctor Dolittle)
Robert C. Jones – Rat mal, wer zum Essen kommt (Guess Who’s Coming to Dinner)
Frank P. Keller – Blutiger Strand (Beach Red)
Michael Luciano – Das dreckige Dutzend (The Dirty Dozen)

### Bester Ton
präsentiert von Carol Channing
Samuel Goldwyn SSD – In der Hitze der Nacht (In the Heat of the Night)
MGM SSD – Das dreckige Dutzend (The Dirty Dozen)
20th Century Fox SSD – Doktor Dolittle (Doctor Dolittle)
Universal City SSD – Modern Millie – Reicher Mann gesucht (Thoroughly Modern Millie)
Warner Bros., Seven Arts SSD – Camelot – Am Hofe König Arthurs (Camelot)

### Bester Tonschnitt
präsentiert von Richard Crenna und Elke Sommer
John Poyner – Das dreckige Dutzend (The Dirty Dozen)
James Richard – In der Hitze der Nacht (In the Heat of the Night)

### Beste visuelle Effekte
präsentiert von Natalie Wood
L. B. Abbott – Doktor Dolittle (Doctor Dolittle)
Howard A. Anderson, Albert Whitlock – Tobruk

### Bester Kurzfilm
präsentiert von Macdonald Carey und Diahann Carroll
A Place to Stand – Christopher Chapman
Paddle to the Sea – Julian Biggs
Sky Over Holland – John Fernhout
Stop, Look and Listen – Len Janson, Chuck Menville

### Bester Cartoon
präsentiert von Macdonald Carey und Diahann Carroll
The Box – Fred Wolf
Hypothèse Beta – Jean-Charles Meunier
What on Earth! – Wolf Koenig, Robert Verrall

### Bester Dokumentarfilm (Kurzfilm)
präsentiert von Robert Morse und Barbara Rush
The Redwoods – Mark Jonathan Harris, Trevor Greenwood
Monument to the Dream – Charles Guggenheim
A Place to Stand – Christopher Chapman
See You at the Pillar – Robert Fitchett
While I Run This Race – Carl V. Ragsdale

### Bester Dokumentarfilm
präsentiert von Robert Morse und Barbara Rush
2. Kompanie, 1. Zug, Vietnam 1966 (La Section Anderson) – Pierre Schœndœrffer
Festival! Newport Folk Festival 1963-1966 (Festival) – Murray Lerner
Harvest – Carroll Ballard
A King’s Story – Jack Levin
A Time for Burning – Bill Jersey

### Bester fremdsprachiger Film
präsentiert von Danny Kaye
Liebe nach Fahrplan (Ostre sledované vlaky), Tschechoslowakei Jiří Menzel
El amor brujo, Spanien – Francisco Rovira Beleta
Chieko-shō (智恵子抄), Japan – Noboru Nakamura
Ich traf sogar glückliche Zigeuner (Skupljaci perja), Jugoslawien – Aleksandar Petrović
Lebe das Leben (Vivre pour vivre), Frankreich – Claude Lelouch

## Ehrenpreise

### Ehrenoscar
Arthur Freed

### Irving G. Thalberg Memorial Award
Alfred Hitchcock

### Jean Hersholt Humanitarian Award
Gregory Peck

### Technical Achievement Award
Electro-Optical Division of Kollmorgen Corp.
Panavision, Inc.
Fred R. Wilson
Waldon O. Watson